# Myriam Eykens
Myriam Eykens (Wondelgem, 1938) is een Belgische beeldhouwster, kunstschilder en tekenaar.

## Opleiding
Myriam Eykens volgde les aan de Koninklijke Academie voor Schone Kunsten in Gent, als leerlinge van onder andere de beeldhouwers Bert Servaes en Berten Coolens.

## Oeuvre
Na haar studies werd ze professioneel kunstenares.  Auteur Frans Boenders beschrijft haar kunst als een streven naar "tijdeloze vrijheid" en "zinnenstrelende schoonheid".
Eykens maakt beeldhouwwerken in brons, steen en terracotta. De nadruk ligt vooral op vrouwelijk naakt in brons en steen en daarnaast op populaire gekleurde terracotta hoofdjes van vrouwen en kinderen. Naast de hoofdjes maakt ze ook gekleurde vrouwenfiguren in terracotta.  Haar voorstelling van dieren, met een voorkeur voor paarden, in brons, steen en terracotta, vertonen een meer expressionistische stijl.
Mannelijke portretten of figuren komen relatief weinig voor in haar werk.
De pasteltekeningen van Eykens kenmerken zich vooral door expressieve kleurrijke vrouwenportretten. Schilderijen in olieverf of gemengde techniek zijn eerder zeldzaam. Ook daar staat het kind dikwijls centraal, steeds in een warme, positieve sfeer.  
Vanaf 1970 volgden de tentoonstellingen elkaar op, in België en in het buitenland, met zowel groepstentoonstellingen, individuele tentoonstellingen als tuintentoonstellingen. Doorheen gans haar carrière is ze een graag geziene kunstenares van verschillende galerieën.

## Werk in de openbare ruimte en in collecties
Werken van Eykens zijn in het bezit van openbare collecties in België, waaronder de Stad Oudenaarde, de provincie Oost-Vlaanderen, het provinciaal domein Puyenbroek, Leiehome in Baarle, en in Belgische en buitenlandse privécollecties. 
Haar bronzen beeldhouwwerk "De Droom" staat in de Pompstraat in Oudenaarde.

## Boek
In 2011 verscheen een monografie "Myriam Eykens: Sculptures" van auteur Frans Boenders.
- RKD-Nederlands Instituut voor Kunstgeschiedenis: 26990
- Union List of Artist Names: 500595094
- Virtual International Authority File: 47167198195267630437